# Rena (Badajoz)
Rena je španělská obec situovaná v provincii Badajoz (autonomní společenství Extremadura).

## Poloha
Obec je vzdálena 14,5 km od města Don Benito, 55 km od Méridy a 116 km od města Badajoz. Patří do okresu Vegas Altas a soudního okresu Don Benito. Obcí prochází silnice EX-354.

## Historie
V roce 1834 se obec stává součástí soudního okresu Don Benito. V roce 1842 čítala obec 40 usedlostí a 150 obyvatel.

## Odkazy

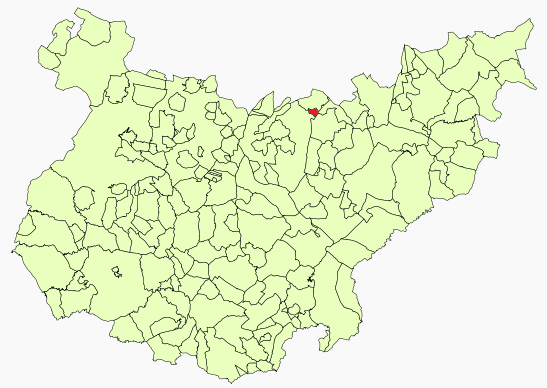
Poloha obce v provincii Badajoz

## Demografie
| Populace obce Rena z let (1842–2010) | Populace obce Rena z let (1842–2010) | Populace obce Rena z let (1842–2010) | Populace obce Rena z let (1842–2010) | Populace obce Rena z let (1842–2010) | Populace obce Rena z let (1842–2010) | Populace obce Rena z let (1842–2010) | Populace obce Rena z let (1842–2010) | Populace obce Rena z let (1842–2010) | Populace obce Rena z let (1842–2010) | Populace obce Rena z let (1842–2010) | Populace obce Rena z let (1842–2010) | Populace obce Rena z let (1842–2010) | Populace obce Rena z let (1842–2010) | Populace obce Rena z let (1842–2010) | Populace obce Rena z let (1842–2010) | Populace obce Rena z let (1842–2010) | Populace obce Rena z let (1842–2010) |
| ------------------------------------ | ------------------------------------ | ------------------------------------ | ------------------------------------ | ------------------------------------ | ------------------------------------ | ------------------------------------ | ------------------------------------ | ------------------------------------ | ------------------------------------ | ------------------------------------ | ------------------------------------ | ------------------------------------ | ------------------------------------ | ------------------------------------ | ------------------------------------ | ------------------------------------ | ------------------------------------ |
| 1842                                 | 1857                                 | 1860                                 | 1877                                 | 1887                                 | 1897                                 | 1900                                 | 1910                                 | 1920                                 | 1930                                 | 1940                                 | 1950                                 | 1960                                 | 1970                                 | 1981                                 | 1991                                 | 2001                                 | 2010                                 |
| 150                                  | 203                                  | 209                                  | 161                                  | 179                                  | 190                                  | 200                                  | 263                                  | 321                                  | 405                                  | 357                                  | 449                                  | 725                                  | 610                                  | 619                                  | 647                                  | 652                                  | 661                                  |